# Еджмір (Меріленд)
Еджмір (англ. Edgemere) — переписна місцевість (CDP) в США, в окрузі Балтимор штату Меріленд. Населення — 9069 осіб (2020).

## Географія
Еджмір розташований за координатами 39°13′14″ пн. ш. 76°27′23″ зх. д. / 39.22056° пн. ш. 76.45639° зх. д. (39.220671, -76.456375).  За даними Бюро перепису населення США в 2010 році переписна місцевість мала площу 53,28 км², з яких 28,07 км² — суходіл та 25,21 км² — водойми.

## Демографія
Згідно з переписом 2010 року, у переписній місцевості мешкало 8669 осіб у 3370 домогосподарствах у складі 2377 родин. Густота населення становила 163 особи/км².  Було 3653 помешкання (69/км²).
Расовий склад населення:
| - 93,5 % — білих - 3,9 % — чорних або афроамериканців - 0,5 % — корінних американців - 0,4 % — азіатів |

До двох чи більше рас належало 1,3 %. Частка іспаномовних становила 1,3 % від усіх жителів.
За віковим діапазоном населення розподілялося таким чином: 19,4 % — особи молодші 18 років, 62,4 % — особи у віці 18—64 років, 18,2 % — особи у віці 65 років та старші. Медіана віку мешканця становила 45,9 року. На 100 осіб жіночої статі у переписній місцевості припадало 97,5 чоловіків;  на 100 жінок у віці від 18 років та старших — 96,0 чоловіків також старших 18 років.
Середній дохід на одне домашнє господарство  становив 75 378 доларів США (медіана — 57 486), а середній дохід на одну сім'ю — 87 200 доларів (медіана — 70 625). Медіана доходів становила 56 351 долар для чоловіків та 36 855 доларів для жінок. За межею бідності перебувало 8,2 % осіб, у тому числі 11,1 % дітей у віці до 18 років та 6,0 % осіб у віці 65 років та старших.
Цивільне працевлаштоване населення становило 3912 особи. Основні галузі зайнятості: освіта, охорона здоров'я та соціальна допомога — 22,7 %, роздрібна торгівля — 13,8 %, будівництво — 11,3 %.